# Osa i Martin Johnsonowie

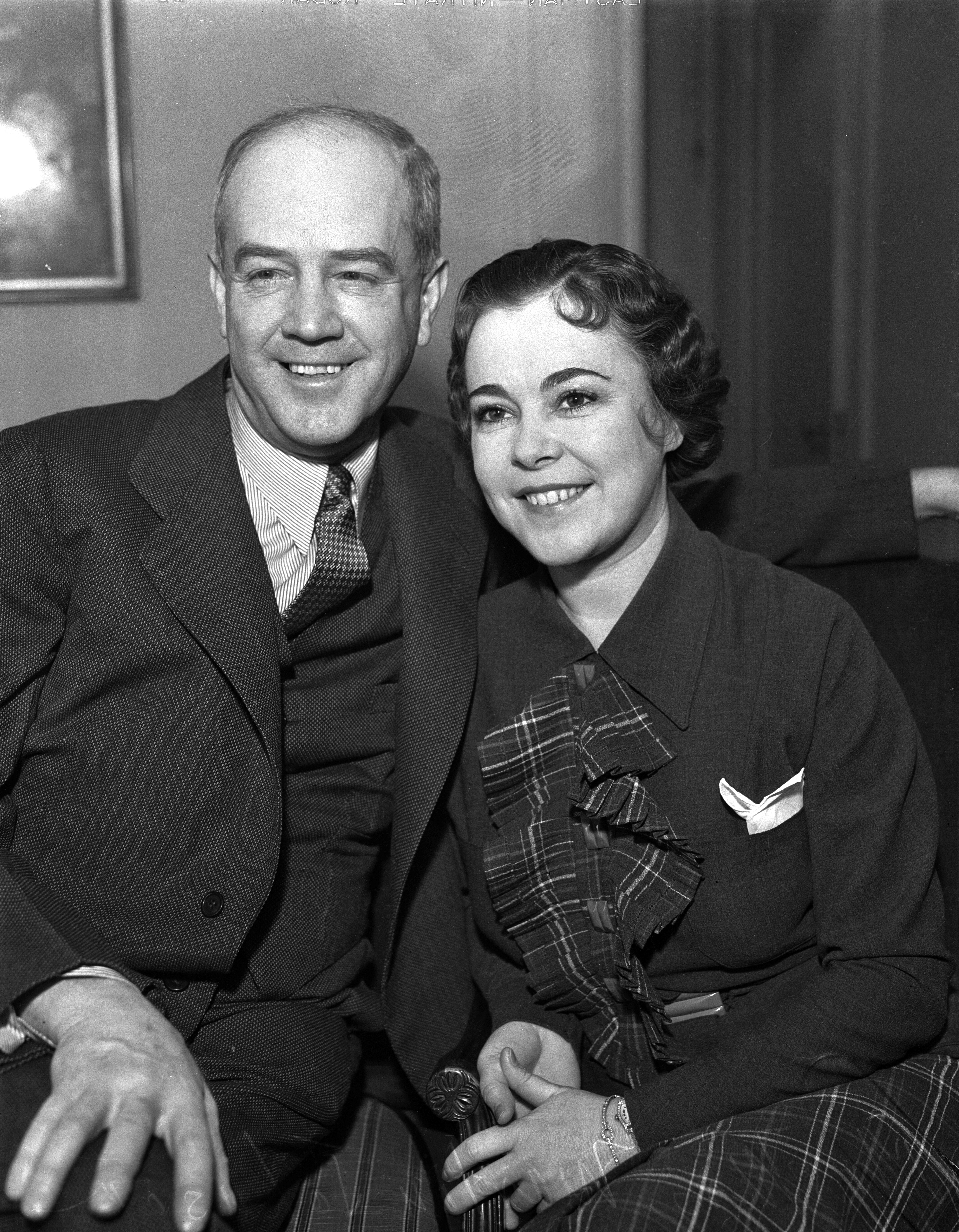
Martin i Osa Johnsonowie (1936)

Martin Elmer Johnson (ur. 9 października 1884, zm. 13 stycznia 1937) i jego żona Osa Helen Johnson (nazwisko panieńskie Leighty, ur. 14 marca 1894, zm. 7 stycznia 1953) – amerykańscy poszukiwacze przygód i twórcy filmów dokumentalnych.

## Życiorys
W pierwszej połowie XX wieku amerykańska para, Osa i Martin Johnsonowie pobudzali wyobraźnię publiczności poprzez swoje filmy i książki o przygodach w egzotycznych, odległych krainach. Jako wzięci fotograficy, naukowcy, handlarze, przyrodnicy i pisarze, Osa i Martin badali przyrodę i ludy Wschodniej i Środkowej Afryki, południowych wysp Pacyfiku i brytyjskiego Północnego Borneo. Badali nieznane wtedy ziemie i dostarczyli społeczeństwu amerykańskiemu pierwsze materiały filmowe i zdjęcia, umożliwiając zrozumienie tych dalekich krain.
Osa Leighty urodziła się i wychowała w Chanute, Kansas. Martin Johnson, choć urodził się w Rockford, w stanie Illinois, dorastał w Lincoln, Kansas City i Independence, w stanie Kansas.
Martin Johnsonowie w latach 1907–1909 wziął udział jako członek załogi i kucharz w rejsie Jacka Londona przez Ocean Spokojny na pokładzie statku Snark. Po powrocie, podczas tournée po Stanach Zjednoczonych ze zdjęciami i pamiątkami z tej wyprawy poznał w Chanute (Kansas) Osę Leighty, z którą wziął ślub w maju 1910 roku.

## Safari

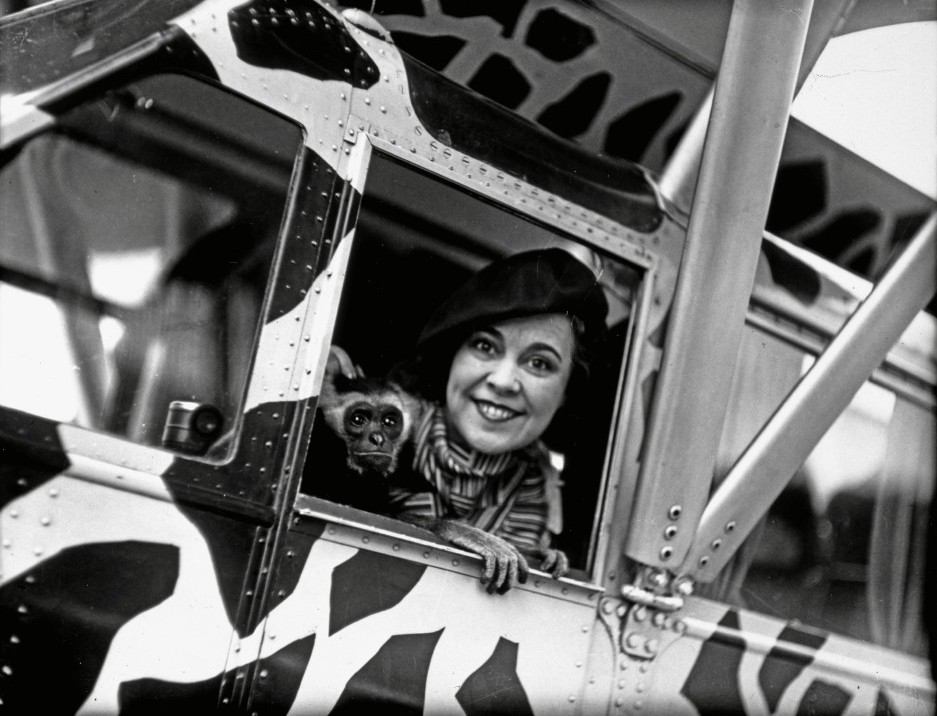
Osa z gibonem w samolocie.

W 1917 roku, Osa i Martin wyruszyli na dziewięciomiesięczny rejs odwiedzając nowe Hebrydy (Vanuatu) i wyspy Salomona. Zwieńczeniem podróży było krótkie, ale wstrząsające, spotkanie z plemieniem Big Nambas w północnej części wysypy Маlekula, kiedy wódz szczepu nie pozwolił im opuścić wyspy. Dopiero interwencja brytyjskiej łodzi patrolowej pomogła im uwolnić się z opresji. Materiały jakie zebrali w trakcie podróży był inspiracją powstania filmu fabularnego Among the Cannibal Isles of the South Seas (Wśród wysp kanibali morza Południowego) (1918).
Państwo Johnsonowie powrócili na wyspę Malekula w 1919 roku, aby filmować plemię Big Nambas jeszcze raz, tym razem z uzbrojoną eskortą. Tak radykalne środki okazały się niepotrzebne, gdyż Big Nambas zostali całkowicie rozbrojeni oglądając siebie na filmie Wśród wysp kanibali morza Południowego. Osa i Martin zakończyli swoją podróż w 1920 roku po wizycie w brytyjskiej części Północnego Borneo (teraz Sabah) i wyprawą wzdłuż wybrzeży wschodniej Afryki. Po powrocie do domu, wydali dwa filmy Przygody w Dżungli (1921) i Łowcy głów z mórz południowych (1922).
Pierwsza afrykańska ekspedycja państwa Johnsonów trwała od 1921 do 1922 roku. Rezultatem był pełnometrażowy film Na tropie dzikich zwierząt afrykańskich. (1923).
Podczas drugiej, najdłuższej podróży, od 1924 do 1927 roku Johnsonowie spędzili większość swojego czasu w północnej części Kenii, nad jeziorem wulkanicznym, które nazwali rajem, zlokalizowanym na szczycie góry Marsabit. Efektem tej wyprawy były trzy filmy, Martin’s Safari (Safari Martina, 1928), Osa’s Four Years in Paradise (Cztery lata Osy w Raju,1941), i film  Simba: King of the Beasts (Simba: Król zwierząt, 1928).
W 1925 roku Osa i Martin spotkali się z księciem i księżną Yorku, późniejszych króla Jerzego VI i królową Elżbietę, podczas safari w Kenii.
Ich trzecie afrykańskie safari, w latach 1927–1928, było wycieczką po Nilu. Przewodnikiem tej wyprawy był ich przyjaciel George Eastman, założyciel firmy Eastman Kodak. Nagrane w trakcie podróży materiały do filmu Across the World with Mr. and Mrs. Johnson (1930) razem z poprzednim filmem były jednymi z pierwszych filmów dźwiękowych na świecie. W rolę narratora wcielał się Martin.
W 1928 roku trzech młodych skautów zostało w drodze ogólnokrajowego konkursu wybranych do uczestniczenia w kolejnym safari państwa Johnsonów we wschodniej Afryce. Byli to Robert Dick Douglas ze stanu Karolina Północna, David R. Martin ze stanu Minnesota oraz Douglas l. Oliver ze stanu Georgia. Trzech harcerzy było współautorami wydanej w 1928 roku książki pt. Trzech harcerzy w Afryce. Douglas (ur. 1912) jest emerytowanym prawnikiem, Martin (1913–2004) został później szefem Boy Scouts of America, a Oliver (1913–2009) był wysoce cenionym profesorem antropologii na Uniwersytecie Harvarda i Uniwersytecie Hawajskim.
Od 1929 do 1931 roku Johnsonowie po raz czwarty odwiedzili kontynent afrykański, Kongo Belgijskie. Tam filowali lud Мbuti z lasu Ituri oraz goryle na wzgórzach Alumbongo. W 1932 powstał film fabularny Congorilla, który częściowo był produktem tej podróży. Był to pierwszy film z dźwiękiem autentycznie nagrany w Afryce.

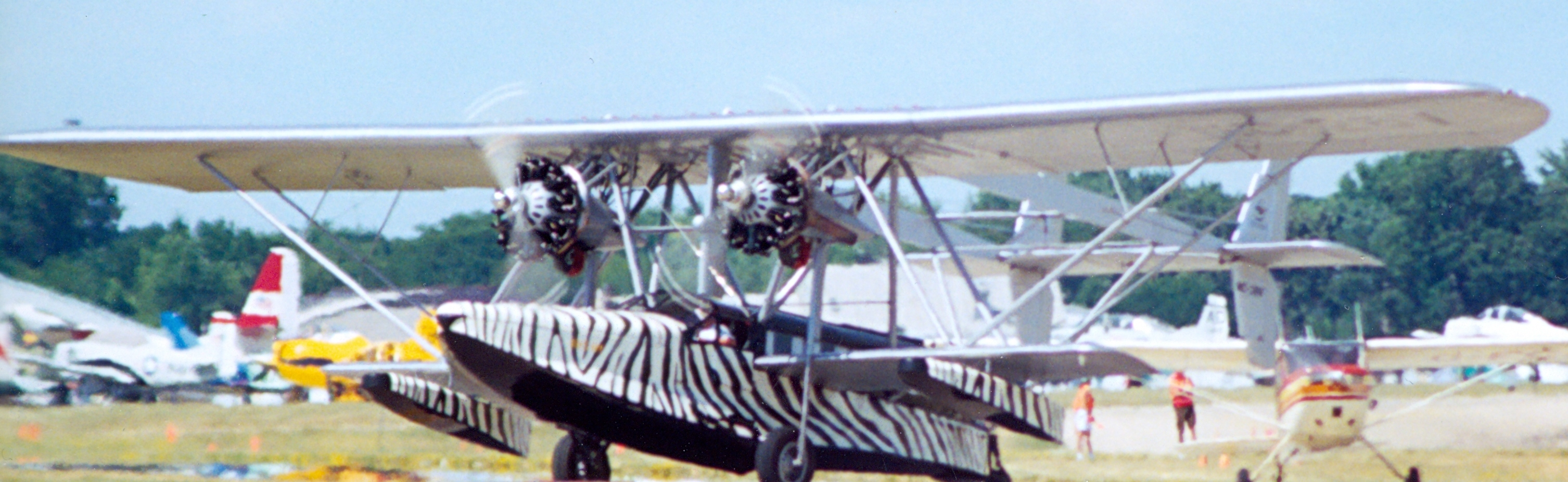
Samolot Osy, Ark s-38

W 1932 roku Johnsonowie uczyli się latać w Chanute Municipal Airport (obecnie Chanute Martin Johnson Airport). Jak tylko uzyskali licencję na latanie, kupili dwa samoloty desantowe firmy Sikorsky, S-39-CS nazwany „Spirit of Africa” i S-38-BS nazwany „Osa’s Ark”. Na piątej afrykańskiej podróży, od 1933 do 1934 roku, państwo Johnsonowie przelecieli wzdłuż i wszerz stary kontynent filmując obecnie klasyczne już sceny z udziałem wielkich stad słoni, żyraf i innych zwierząt przemierzających równiny w poszukiwaniu świeżych traw i wodopoju. Między innymi, byli pierwszymi pilotami latającymi nad Kilimandżaro i górą Kenia. Na podstawie tej wyprawy powstał film fabularny Baboona (1935).
3 stycznia 1935 film Baboona został zaprezentowany podczas lotu jednego z samolotów Eastern Air Lines, stając się pierwszym dźwiękowym filmem pokazanym podczas lotu. Premiera filmu odbyła się 22 stycznia 1935 roku w hotelu Rialto Theatre w Nowym Jorku. W 1935 roku państwo Johnsonowie zostali przedstawieni na opakowaniach płatków zbożowych jako „mistrzowie sportu”. Osa Johnson była drugą kobietą, która pojawiła się w tego typu reklamie, a razem z Martinem byli pierwszą parą uhonorowaną w ten sposób.
Państwo Johnsonowie odwiedzili Północne Borneo ponownie w latach 1935–1936. W wyprawie tej posługiwali się swoim mniejszym wodolotem, który przemianowali na „The Spirit of Africa and Borneo”. Obrazy z jakimi powrócili posłużyły do stworzenia ich ostatniego wspólnego filmu pt. Borneo (1937).
Martin Johnson był członkiem Adventurers’ Club of New York. Opisał wyprawę na Borneo na tematycznym spotkaniu klubu 19 listopada 1936 pod nazwą „Martin Johnson Night”. Materiały zebrane na wyprawie pod nazwą „Borneo Pictures” przedstawił na kolejnym spotkaniu klubu 17 grudnia 1936.
Martin Johnson zginął w katastrofie lotniczej w pobliżu Newhall, Kalifornia 12 stycznia 1937. Osa została ciężko ranna, ale doszła do siebie. W październiku 1937 roku New York Times publikował depesze Osy z ostatniej podróży do Afryki, opisujące życie codzienne szczepu Masajów i innych ludów afrykańskich. W 1952 wzięła udział w serii filmów dokumentalnych jako narratorka, w których wykorzystano materiały zgromadzone w trakcie jej wypraw z mężem. Zmarła w Nowym Jorku na atak serca w 1953 roku.

## Autobiografia
Autobiografia Osy Johnson I Married Adventure (IMA) stała się najlepiej sprzedającą książką non-fiction w 1940 roku. Książka cieszyła się niesłabnącą popularnością wśród kolekcjonerów pierwszych wydań ze względu na oryginalną okładkę z nadrukiem pasków zebry.

## Telewizja
Osa Johnson wystąpiła jako narratorka kilku odcinków w pierwszej telewizyjnej serii przyrodniczej – The Big Game Hunt, której premiera odbyła się w 1952. 26 odcinków serii Osa Johnson’s The Big Game Hunt lub The Big Game Hunt zostało wyprodukowanych dzięki materiałom zebranym w trakcie wypraw z Osy i Martina. Odcinki w których uczestniczyła Osa Johnson to African Army, Boy Scouts in Africa, Climbing Fish, The Floating Terror, Giant Elephants, Goring Brutes, Headhunters of Borneo, Jungle Panic, Jungle Power, Jungle Warriors, Rhinoceros, Simba’s Trail, Slinking Fury and Weird Tribes. Pozostałe odcinki prowadził Ivan t. Sanderson. Ich tytuły to: Armed Menace, Cameras in the Wilderness, Herds of Destruction, Jaws of Death, Kill to Live, Man-Eaters of the Masai, Monkey Safari, Orang-utan, Pygmy Hunters, Return to Adventure, Terror of the Plains and Trek through the Wild Lands.

## Muzeum Osy i Martina Johnsonów
Muzeum Osy i Martina Johnsonów znajduje się rodzinnym mieście Osy, Chanute. Utworzone w 1961 w celu zachowania dla potomności najważniejszych osiągnięć pary. Muzeum wystartowało z kolekcją najważniejszych filmów, fotografii, manuskryptów, artykułów, książek i osobistych pamiątek dwójki podróżników przekazanych przez mamę Osy. Muzeum znajduje się w starej stacji kolejowej, w której siedzibę ma również Biblioteka Publiczna.
W 2001 magazyn The Pitch określił Chanute i Mmzeum pamięci Osy i Martina jako miejsce na najlepszą jednodniową podróż dla zakochanych.
Muzeum jest zarządzane przez 12 wolontariuszy. Dodatkowo członkowie honorowi pomagają stałym pracownikom muzeum oraz pełnią rolę reprezentacyjną. Lista członków honorowych: Jack Badal, Robert Ballard, Kevin Brownlow, Gary K. Clarke (emerytowany dyrektor Topeka Zoo i szef Cowabunga Safaris), Clive Cussler, Nancy Durbin, Jack Hanna, Joyce Harrell, Dick Houston (szef Elefence International), Yvonne Houston (siostrzenica Osy), Eleanor & Pascal Imperato, Schuyler Jones, Nancy Landon Kassebaum Baker, Kenneth Love, Margaret Moore, Mike Resnick, Kay & George Schaller, Igor Sikorsky, Jr. (syn Igora Sikorsky’ego), Roy Thomas, Mahlon Wallace III, Stan Walsh (Travel Adventure Cinema Society), Keith Wauchope (emerytowany ambasador Stanów Zjednoczonych w GabonieUnited States Ambassador to Gabon), and Holly Wofford (Lake Paradise Entertainment).
W pamięci muzeum pozostają również zmarli członkowie komitetu honorowego muzeum: Marianna Beach, Vern Carstens (pilot Johnsonów), Dick Douglas, Clarke Getts (drugi mąż Osy), Byron Harrell, Belle Leighty (matka Osy), David Martin, Douglas Oliver, C. Jackson Selsor, Kenhelm Stott, Jr. (emerytowany kurator generalny Zoo w San Diego i członek National Underwater and Marine Agency), Lowell Thomas, Joseph Tilton (kamerzysta Johnsonów) and Helen (Joyce) & George Wauchope (Helen była sekretarką Johnsonów, wcześniej pracowała z Lowellem Thomasem).

## Muzea siostrzane
Muzeum Osy i Martina Johnsonów posiada dwie filie w Burkina Faso (Musée de Manega) oraz w Malezji w mieście Sabah (Sabah Museum). W ramach programu International Partnerships Among Museums była możliwa wymiana zbiorów między muzeami w latach 2000 i 2004.
22 lutego 2011 Muzeum w Sabah otworzyło wystawę Safari w Sandakan w Muzeum Dziedzictwa Sandakanu w Sabah. Wystawa ta zawierała materiały z ekspedycji państwa Johnsonów z roku 1920 oraz z lat 1935–1936 i było zainicjowane przez kuratorkę Muzeum w Sabah, Stellę Moo.
SUARA Community Filmmaking, we współpracy z muzeum w Sabah i społecznością Sabah, uzgodnili, że premiera ostatniego filmu o ostatniej przygodzie Johnsonów na Borneo będzie miała miejsce właśnie w Północnym Borneo. Premiera odbyła się 30 września 2012 roku na Borneo Eco Film Festival.

## Disney’s Animal Kingdom Lodge
Firma „Disney” była pierwszą organizacją która otrzymała licencję na dystrybucję filmu Martin and Osa Johnson Safari Museum 1976 roku na potrzeby programu „Filming Nature’s Mysteries.” Disney ponownie otrzymał licencję na film w „Rafiki’s Planet Watch”, który wystartował 22 kwietnia 1998.
Kolejny raz filmy z muzeum zostały pożyczone firmie Disneya w roku 1997 i 1998 w celu badań i inspiracji do nowych projektów firmy. Rezultatem było otwarcie Disney’s Animal Kingdom Lodge 16 kwietnia 2001 roku. Dział ten utworzony w Parku Rozrywki Disneya na Florydzie zawiera 36 fotografii z podróży Johnsonów oraz oryginalną kopię autobiografii Osy Johnson z 1940 roku w pokoju Sunset Lounge.

## Osa + Martin
Osa i Martin Johnsonowie byli inspiracją do stworzenia marki odzieży Martin + Osa dostępnych w sieci 28 sklepów należących do firmy American Eagle Outfitters funkcjonującej w latach 2006–2010. Sprzedawane artykuły odnosiły się do faktów ze wspólnej drogi życiowej Osy i Martina. Przykładowo na przedmiotach pojawiały się emblematy „1910” (rok w który Osa i Martin zostali małżeństwem), „S-38” (odniesienie do samolotu Sikorsky S-38) i „NC-52V” (numer rejestracyjny samolotu Sikorsky S-39). Podobnie w 2010 roku historia Johnsonów i autobiografia Osy Johnson była źródłem inspiracji dla innych firm i ich produktów, w tym Aje, Byredo, Charlotte Olympia, Colenimo, Cotton Babies, DwellStudio, Illumé, Kate Spade New York, Maiyet, and Okapi.

## Odniesienia w kulturze popularnej
- Osa Johnson (znany również jako kobieta w stroju Safari) – to główny bohater w spektaklu Chamber Music wyreżyserowanego przez Arthura Kopit’a (1962).
- Zauważono, że animowany film Up (2009) zawiera odniesienia do biografii Osy i Martina Johnsonów. W filmie występuje bezdzietne małżeństwo posiadające sterowiec nazwany Spirit of Adventure. Nazwa to może kojarzyć się z samolotem Johnsonów nazwanym Spirit of Africa i autobiografią Osy – I Married Adventure.. Fikcyjna plakat informujący o uruchomieniu sterowca na 25 kwietnia 1934 roku w Nowym Jorku można porównać do wyprawy Johnsonów w latach 1933–1934. Ponadto dom bohaterów filmu nazwany Paradise Falls jest reminiscencją Lake Paradise Johnsonów.
- W 2005 roku orkiestra Cairo Club z Melbourne w swoim repertuarze ożywiła w Congorilla Fox-Тrot film Congorilla z 1932 roku.
- Zdjęcia z wypraw Johnsonów pojawiają się w filmie Lemony Snicket’s A Series of Unfortunat (2004) i „Noc w Muzeum” (2006), a także krótki film Lost explorer (2010 r.), reżyseria: Tim Walker. Fragmenty filmów z wypraw Johnsonów zostały wykorzystane w filmie, Su Friedrich’a, Hide and Seek (1996).
- W 2010 roku Osa i Martin Johnson zostali uznani za jeden z 8 cudów stanu Kansas w plebiscycie zorganizowanym przez Fundusz Kansas Sampler.
- Wiersz poetki Elizabeth Bishop, In the Waiting Room („W poczekalni”) odwołuje się do opisu Osy i Martina Johnsonów z lutego 1918 roku w National Geographic, który czytała w dzieciństwie.
- Sarkastyczne odwołania do Martina Johnsona można również znaleźć w opowieści James M. Caina, The Baby in the Icebox, opublikowanej w amerykańskim magazynie American Mercury w 1932 roku.

## Filmografia
- Cannibals of the South Seas (1912)
- Jack London’s Adventures of the South Seas (1913)
- Among the Cannibal Isles of the South Seas (1918)
- Jungle Adventures (1921) (filmed in British North Borneo)
- Headhunters of the South Seas (1922)
- Trailing Wild African Animals (1923)
- Martin’s Safari (1928)
- Simba: King of the Beasts (1928)
- Across the World with Mr. and Mrs. Johnson (1930)
- Wonders of the Congo (1931)
- Congorilla (1932)
- Wings Over Africa (1934)
- Baboona (1935)
- Children of Africa (1937)
- Jungle Depths of Borneo (1937)
- Borneo (1937) (filmed in British North Borneo)
- Jungles Calling (1937)
- I Married Adventure (1940)
- African Paradise (1941)
- Tulagi and the Solomons (1943)
- Big Game Hunt (1950s), on TV